# Autophila troniceki
Autophila troniceki är en fjärilsart som beskrevs av Hans Reisser 1958. Autophila troniceki ingår i släktet Autophila och familjen nattflyn. Inga underarter finns listade i Catalogue of Life.